# Rhipidomys cariri
Rhipidomys cariri (Tribe, 2005) è un roditore della famiglia dei Cricetidi endemico del Brasile.

## Descrizione

### Dimensioni
Roditore di medie dimensioni, con la lunghezza della testa e del corpo tra 130 e 154 mm, la lunghezza della coda tra 170 e 195 mm, la lunghezza del piede tra 25 e 30 mm, la lunghezza delle orecchie tra 18 e 22 mm e un peso fino a 87 g.

### Aspetto
La pelliccia è leggermente ruvida e lanosa. Le parti dorsali sono bruno-giallastre con dei riflessi grigiastri o talvolta rossastri e la base dei peli grigia, mentre le parti ventrali sono bianche o color crema. Le vibrisse sono notevolmente lunghe e spesse. Le orecchie sono relativamente grandi. I piedi sono lunghi e larghi, una macchia scura  è talvolta presente sul loro dorso, mentre gli artigli sono parzialmente nascosti da ciuffi di peli. La coda è più lunga della testa e del corpo, è uniformemente scura e ricoperta di corti peli che diventano più lunghi all'estremità dove formano un ciuffo. Il cariotipo è 2n=44 FN=48 o 50.

## Biologia

### Comportamento
È una specie arboricola.

### Alimentazione
Si nutre di semi.

### Riproduzione
Femmine gravide con 4 embrioni ciascuna sono state catturate a fine luglio. 

## Distribuzione e habitat
Questa specie è diffusa negli stati brasiliani di Bahia, Ceará e Pernambuco.
Vive nelle foreste, palmeti e piantagioni all'interno del caatinga.

## Conservazione
La IUCN Red List, considerata la mancanza di informazioni circa l'estensione del proprio areale, lo stato della popolazione e i requisiti ecologici, classifica R.cariri come specie con dati insufficienti (DD).